# 1867 год в театре
1867 год в театре

## Постановки
- 15 февраля — в Вене впервые публично был исполнен вальс Иоганна Штрауса-сына «На прекрасном голубом Дунае»
- 11 марта — на сцене парижского театра Ле Пелетье состоялась премьера оперы Джузеппе Верди «Дон Карлос».
- 24 марта — в Стокгольме состоялась премьера драмы Генрика Ибсена «Бранд».
- 28 мая — в Александринском театре состоялась премьера трагедии А. К. Толстого «Смерть Иоанна Грозного».
- 26 декабря — на сцене парижского Театра-Лирик[фр.] состоялась премьера оперы Жоржа Бизе «Пертская красавица».

## События
- На театральной сцене в спектакле «Артистического кружка» «В чужом миру похмелье» по пьесе А. Н. Островского дебютировала актриса Ольга Садовская.

## Родились
- 11 февраля — Елена Зинина, украинская и советская актриса и певица, сопрано (ум. 1943).
- 25 марта — Артуро Тосканини, итальянский и американский оперный дирижёр, виолончелист (ум. 1957).
- 28 июня — Луиджи Пиранделло, итальянский писатель и драматург. Лауреат Нобелевской премии по литературе 1934 года (ум. 1936).
- 2 июля — Леопольд Фреголи, итальянский актёр (ум. 1936).
- 2 августа – Юханна Дюбвад, норвежская актриса, театральный режиссёр (ум. 1950).
- 30 августа — Йохан Фальстрём, норвежский актёр, театральный деятель (ум. 1938).
- 5 ноября — Карола Сесилия, венгерская певица и танцовщица оперетты, примадонна.
- 9 декабря — Леон Ксанроф, французский поэт-песенник, драматург, писатель-юморист, актёр мюзик-холла, шансонье (ум. 1953).
- 30 декабря — Ванда Семашко, польская актриса, режиссёр и театральный деятель (ум. 1947).
- Йенни Черникин-Ларссон, шведская актриса немого кино.

## Скончались
- 7 июля — Франсуа Понсар, французский драматург (род. 1814).